# Банкси
Банкси (на английски: Banksy) е художник на графити от Бристъл, Англия. Името, рождената му дата и родното му място не са напълно ясни, защото самият Банкси предпочита да бъде анонимен.
Негови графити има най-вече в Лондон, но и навсякъде по света. Има предположения, че швейцарският художник Метър де касон може да е банкси. Метър де Касон отрича това на своя уебсайт.
Повечето от графитите му имат социална насоченост или представляват модифицирани образи на известни картини и личности. Някои от творбите му са били показвани в музеи в Лондон, Ню Йорк и дори в Лувъра.

## Галерия
- Стена на клиника за хора със сексуални проблеми в Бристол
- Стена на клиника за хора със сексуални проблеми в Бристол
- Графити в Бристол
- Графити в Бристол
- Графити в Лондон
- Автостопаджия за където и да е (Чарлс Менсън в затворнически костюм), Лондон
- Пазарувай, докато падаш в Лондон
- Мародери, Ню Орлиънс
- Графити във Витлеем